# Lambert (cráter)

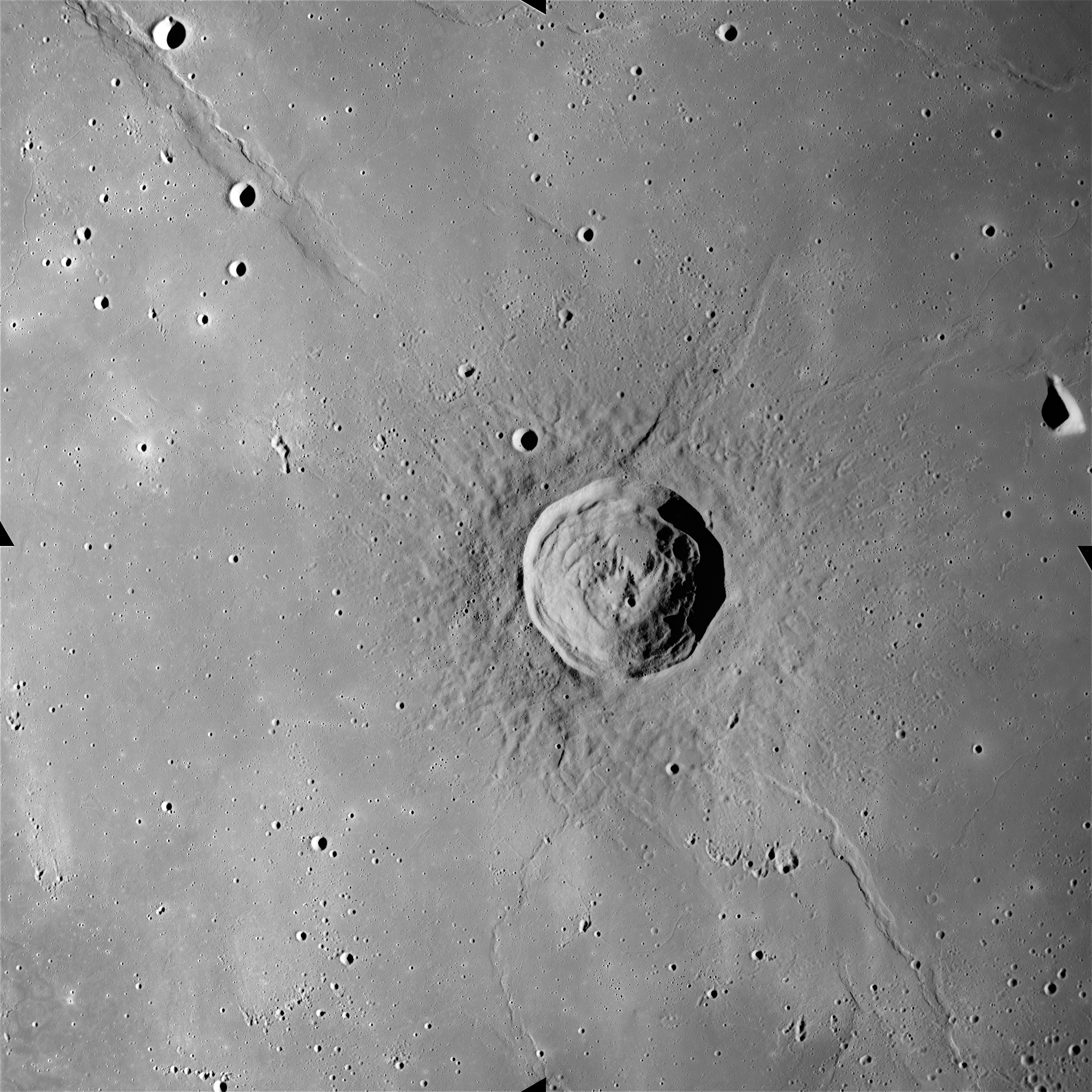
Fotografía de la misión Apolo 15

Lambert es un cráter de impacto lunar situado en la mitad sur de la cuenca del Mare Imbrium. Se encuentra al este y algo al sur del cráter ligeramente más grande Timocharis. Al sur aparece el cráter Pytheas más pequeño, y a cierta distancia al oesudoeste se halla Euler.
|  |

El cráter es relativamente fácil de localizar debido a su posición aislada en el mar lunar. Tiene rampas exteriores, paredes interiores aterrazadas, y un interior áspero con un albedo comparable al de su entorno. En lugar de un pico central, posee un pequeño cráter en el punto medio de su interior.
Justo al sur de las murallas de Lambert se halla el borde del cráter satélite inundado por la lava Lambert R, prácticamente sumergido por el mar. El diámetro de este cráter palimpsesto es mayor que el del cráter principal, pero es difícil de detectar excepto cuando el Sol está en un ángulo muy bajo, proyectando sombras pronunciadas.

## Cráteres satélite
Por convención estos elementos son identificados en los mapas lunares poniendo la letra en el lado del punto medio del cráter que está más cercano a Lambert.
|         | \| Lambert \| Coordenadas \| Diámetro \| \| ------- \| ----------------------------- \| -------- \| \| A \| 26°24′N 21°30′O / 26.4, -21.5 \| 4 km \| \| B \| 24°18′N 20°06′O / 24.3, -20.1 \| 4 km \| \| R \| 23°54′N 20°36′O / 23.9, -20.6 \| 55 km \| \| T \| 28°30′N 20°18′O / 28.5, -20.3 \| 3 km \| \| W \| 24°30′N 22°36′O / 24.5, -22.6 \| 2 km \| |          |
| Lambert | Coordenadas | Diámetro |
| A       | 26°24′N 21°30′O / 26.4, -21.5 | 4 km     |
| B       | 24°18′N 20°06′O / 24.3, -20.1 | 4 km     |
| R       | 23°54′N 20°36′O / 23.9, -20.6 | 55 km    |
| T       | 28°30′N 20°18′O / 28.5, -20.3 | 3 km     |
| W       | 24°30′N 22°36′O / 24.5, -22.6 | 2 km     |